# ریدلینگن
شهر ریدلینگن (به آلمانی: Riedlingen) در ایالت بادن-وورتمبرگ در کشور آلمان واقع شده‌است.